# Flora Ibérica Briofita, Hepáticas
Flora Ibérica Briofita, Hepáticas (abreviado Fl. Iber. Briof., Hepat.) es un libro con ilustraciones y descripciones botánicas que fue escrito por el insigne botánico español Antonio Casares-Gil. Fue publicado en Madrid por el Museo Nacional de Ciencias Naturales en el año 1919.